# Muszkiet

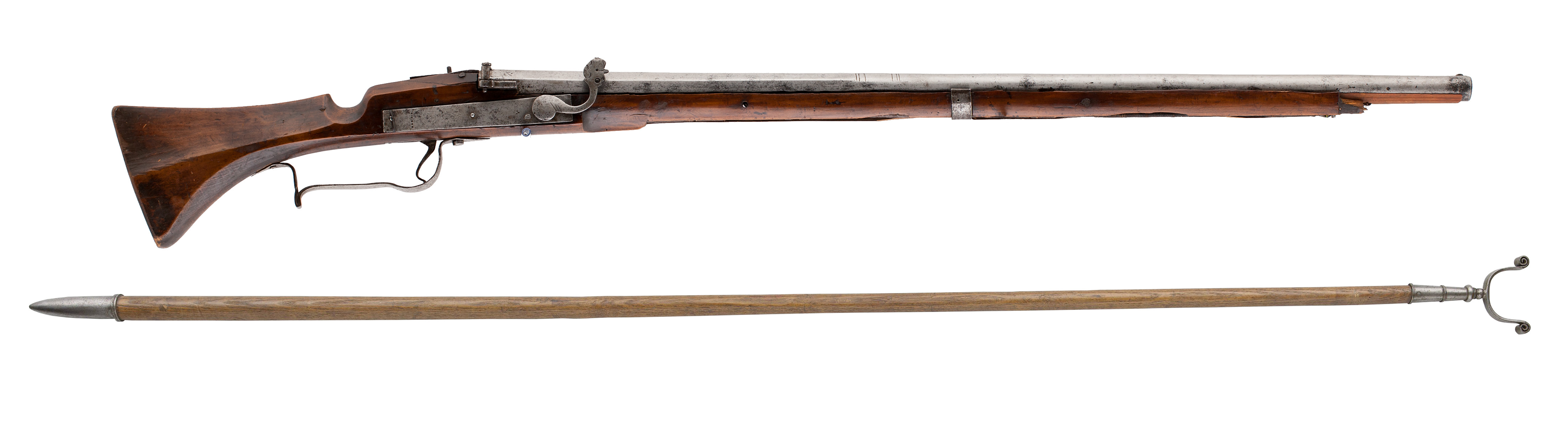
Muszkiet z forkietem, początek XVII wieku

Muszkiet – długa gładkolufowa broń strzelecka zwykle wyposażona w zamek lontowy i wymagająca podparcia lufy na forkiecie, używana od XVI do XVII wieku.

## Historia
Muszkiety wywodzą się bezpośrednio od prymitywnych rusznic. Pojawiły się na początku XVI w. na terenach Włoch i Hiszpanii, po czym zostały spopularyzowane w całej Europie i dalej na świecie. Jedna z najwcześniejszych wzmianek o ich użyciu bojowym dotyczy bitwy pod Pawią w 1525 r., jednak szersze zastosowanie znalazły dopiero w czasie wojny o niepodległość Niderlandów (1566–1609). W drugiej połowie XVI w. muszkiety stały się podstawową bronią strzelecką armii europejskich wykorzystywaną przez formacje muszkieterów i dragonów pozostając w użyciu do schyłku XVII w. (jednak od drugiej połowy tego wieku były stopniowo wypierane przez nowocześniejsze karabiny skałkowe).
Masowe stosowanie muszkietów na przełomie XVI–XVII w. zrewolucjonizowało technikę wojskową doprowadzając do zaniku stosowanej od starożytności zbroi. Duży ładunek prochowy zapewniał wystrzeliwanemu pociskowi znaczną zdolność penetracji płyt pancerza, czyniąc go bezużytecznym wobec tego typu broni. 

## Budowa i obsługa

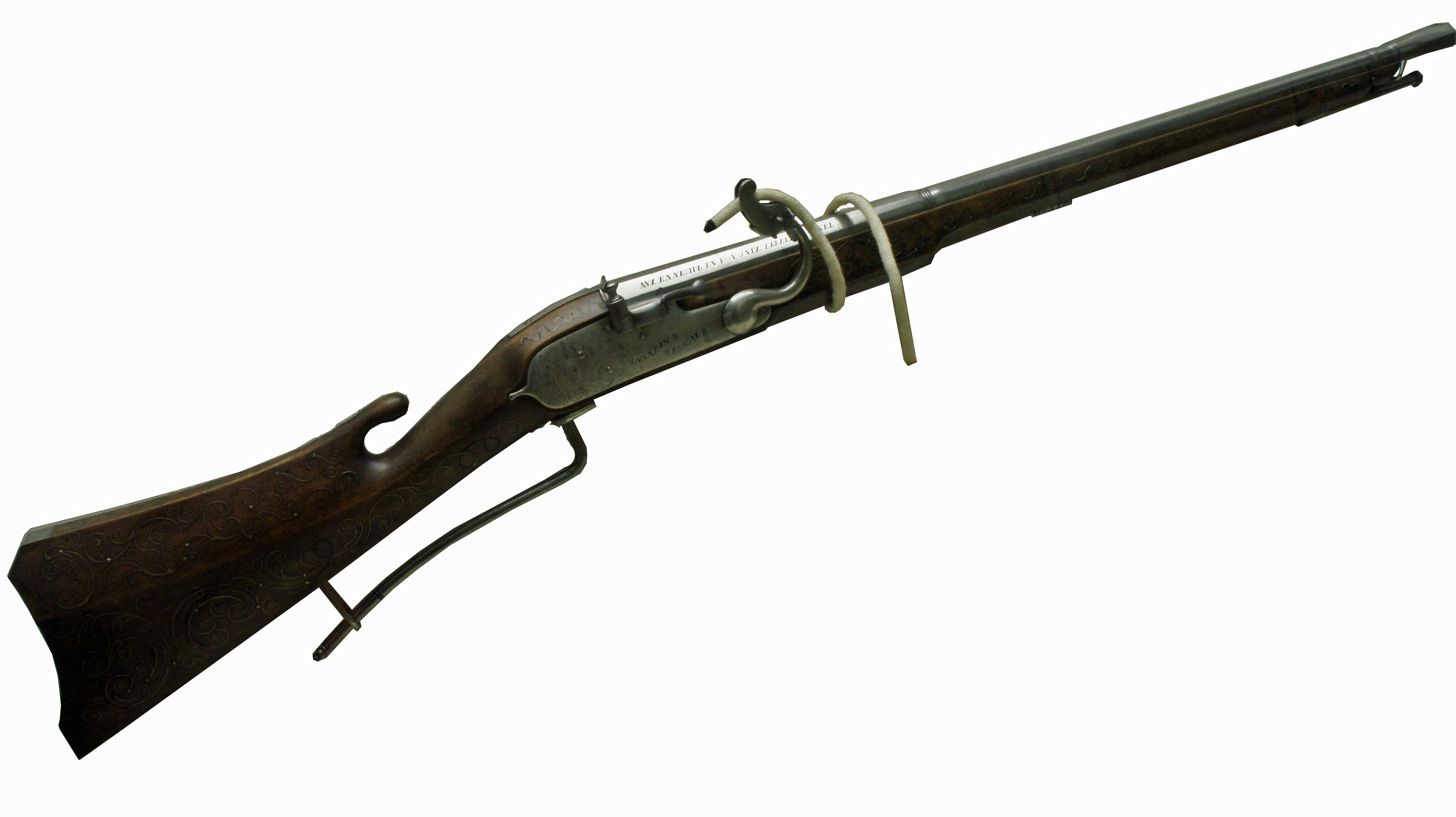
Muszkiet z XVII w. z nałożonym lontem

Muszkiet był bronią  gładkolufową charakteryzującą się niską celnością i donośnością. Najczęściej wyposażany był w zamek lontowy (w wyjątkowych przypadkach w zamek kołowy). Kaliber wynosił ok. 18–20 mm. Jako ładunek miotający wykorzystywano w nim proch czarny. Muszkiet był bronią stosunkowo ciężką (średnio ok. 5–7 kg) w wyniku czego często podpierano go na forkiecie. Powstawały również jego skrócone lżejsze wersje przeznaczone dla jazdy (muszkiety dragońskie), które stosowano jako bandolety. 

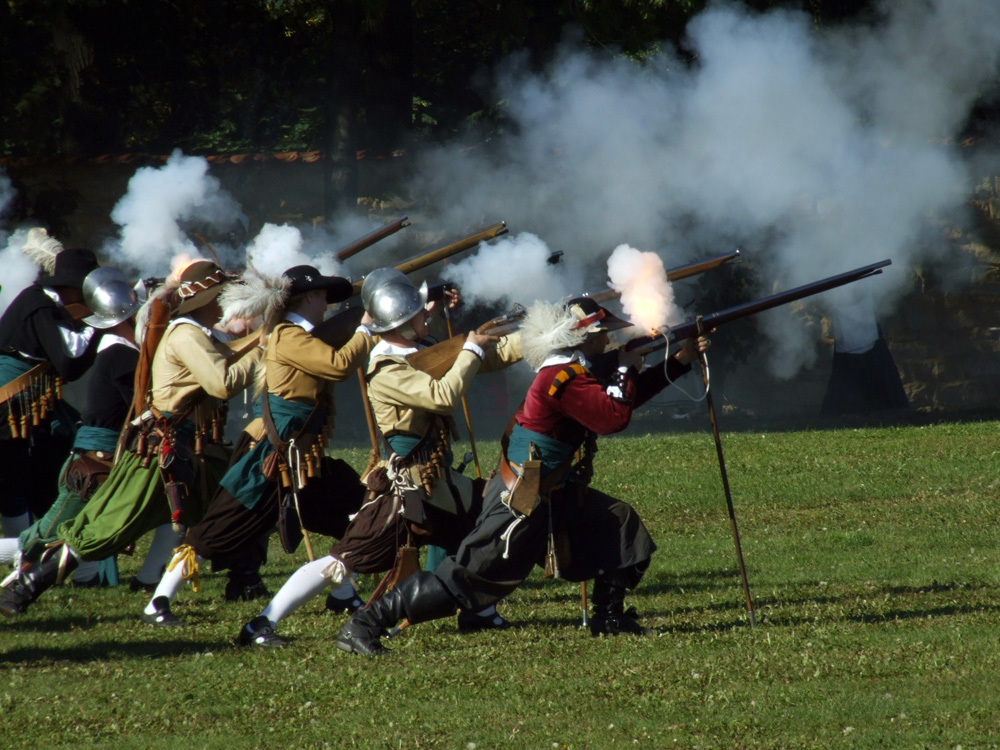
Salwa z muszkietów (rekonstrukcja bitwy na Białej Górze z 1620 r.)

Muszkiet był bronią opartą na rozdzielnym ładowaniu, w związku z czym cechował się bardzo niską szybkostrzelnością z powodu skomplikowanej obsługi podzielonej na następujące etapy:
1. przetarcie lufy pakułami[6]
2. otworzenie prochownicy lub tulei na bandolierze[6]
3. wsypanie odmierzonej porcji prochu do lufy[6]
4. wyjęcie stempla z łoża[6]
5. umieszczenie w lufie przybitki i ubicie jej na dnie stemplem[6]
6. przygotowanie kuli poprzez owinięcie jej flejtuchem[6]
7. umieszczenie w lufie kuli z flejtuchem i ubicie jej na dnie stemplem[6]
8. umieszczenie stempla z powrotem w łożu[6]
9. podsypanie panewki prochem[6]
10. dmuchnięcie w zapalony wcześniej lont tkwiący w kurku, podsycając jego żarzenie się

Dopiero po takim przygotowaniu broni, muszkieter mógł wbić forkiet w ziemię, oprzeć na nim muszkiet, wycelować i wystrzelić. Po oddaniu strzału, całą procedurę należało zacząć od początku.
Wyjątkowo niska szybkostrzelność muszkietów wymogła przyjęcie taktyki kontrmarszu i prowadzenia ognia salwowego. Po oddaniu salwy pierwszy szereg przemieszczał się na koniec szyku w celu nabicia broni, dając jednocześnie miejsce do oddania następnej salwy kolejnemu szeregowi. Rosła dzięki temu intensywność prowadzonego ognia. Ochronę muszkieterów w sytuacji bezpośredniego starcia z kawalerią stanowili przeszkoleni do walki wręcz pikinierzy uzbrojeni w długie piki.